# Ирзбак
Ирзба́к (фр. Hirtzbach) — коммуна на северо-востоке Франции в регионе Гранд-Эст (бывший Эльзас — Шампань — Арденны — Лотарингия), департамент Верхний Рейн, округ Альткирш, кантон Альткирш. До марта 2015 года коммуна административно входила в состав упразднённого кантона Ирсенг (округ Альткирш).
Площадь коммуны — 13,91 км², население — 1249 человек (2006) с тенденцией к росту: 1393 человека (2012), плотность населения — 100,1 чел/км².

## Население
Численность населения коммуны в 2011 году составляла 1354 человека, а в 2012 году — 1393 человека.
| 1962 | 1968 | 1975 | 1982 | 1990 | 1999 | 2006 | 2007 | 2011 | 2012 |
| ---- | ---- | ---- | ---- | ---- | ---- | ---- | ---- | ---- | ---- |
| 997  | 979  | 1106 | 1128 | 1143 | 1183 | 1249 | 1259 | 1354 | 1393 |

Динамика населения:

## Экономика
В 2010 году из 894 человек трудоспособного возраста (от 15 до 64 лет) 699 были экономически активными, 195 — неактивными (показатель активности 78,2 %, в 1999 году — 72,7 %). Из 699 активных трудоспособных жителей работали 623 человека (333 мужчины и 290 женщин), 76 числились безработными (36 мужчин и 40 женщин). Среди 195 трудоспособных неактивных граждан 67 были учениками либо студентами, 55 — пенсионерами, а ещё 73 — были неактивны в силу других причин.
На протяжении 2011 года в коммуне числилось 572 облагаемых налогом домохозяйства, в которых проживало 1348,5 человек. При этом медиана доходов составила 23317 евро на одного налогоплательщика.

## Достопримечательности (фотогалерея)

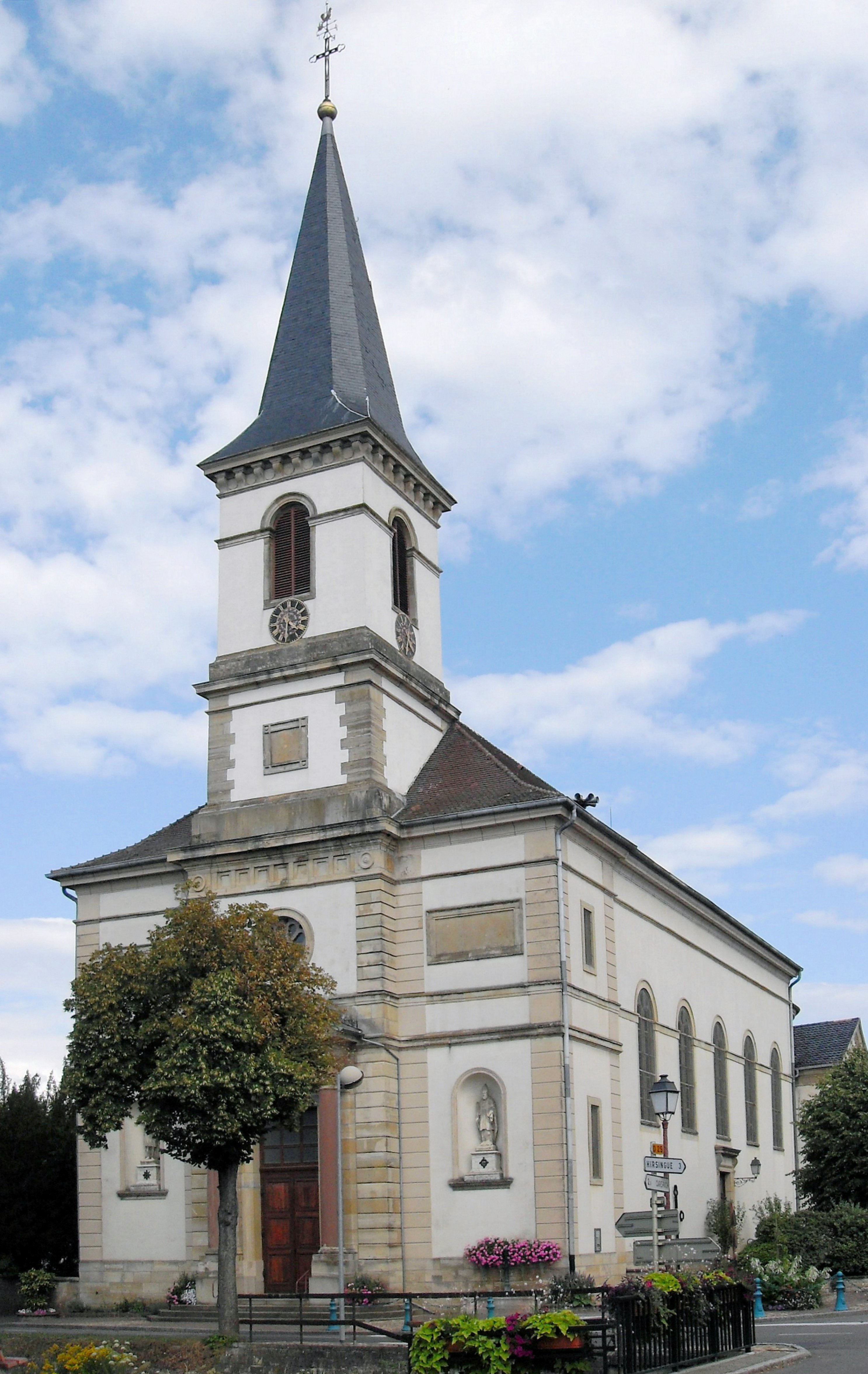
Церковь